# Раза, Хайед Хайдер
Хайед Хайдер Раза (22 февраля 1922, Мандла, Британская Индия — 23 июля 2016, Дели) — индийский художник-модернист, экспрессионист, акварелист. Лауреат премий Падма вибхушан, Падма бхушан и Падма Шри
Образование получил в Академии художеств сэра Джамсетджи Джиджибо в Бомбее, затем в Национальной высшей школе изящных искусств во Франции. Много лет жил и творил в Париже.

## Избранные работы

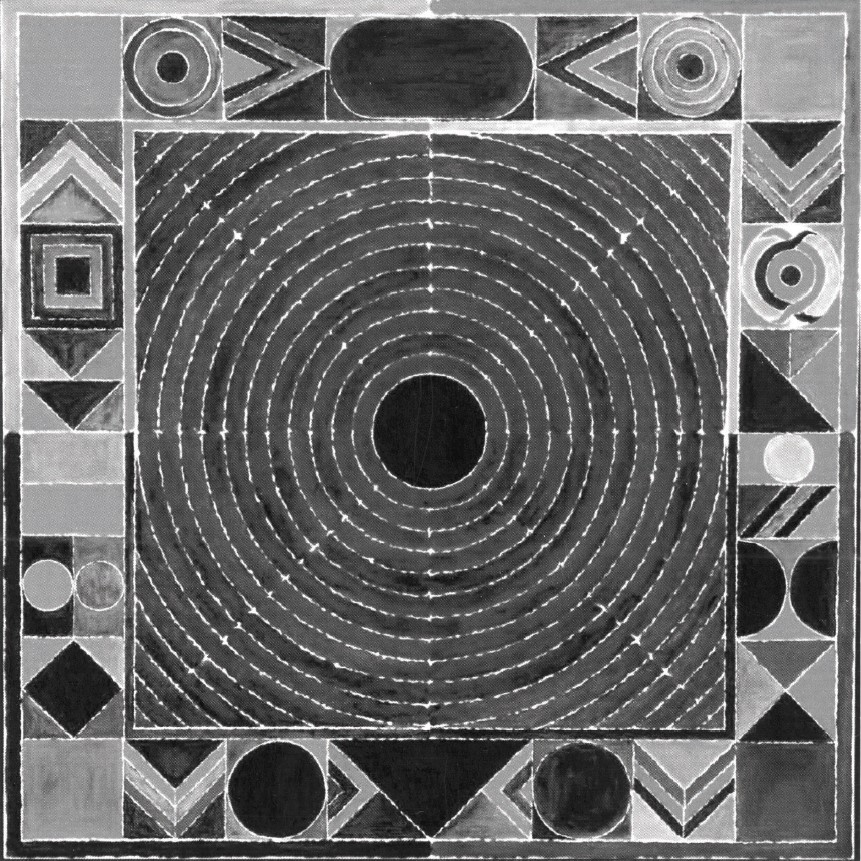
Чёрное солнце
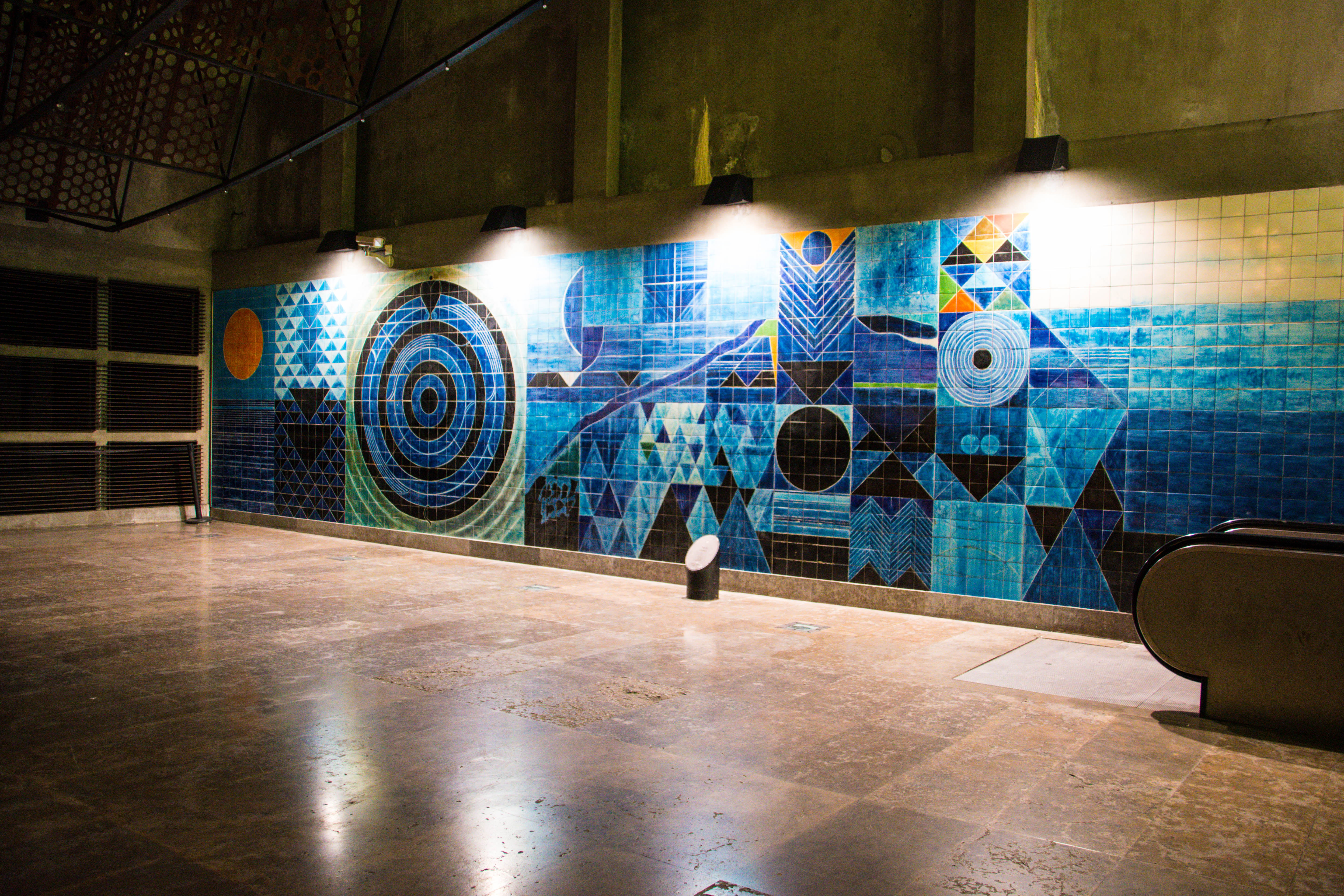
Фрагмент украшения станции метро